# Jean-Charles Thomas
Jean-Charles Jacques Clovis Marcel Thomas (Saint-Martin-des-Noyers, 16 dicembre 1929 – Machecoul, 14 ottobre 2023) è stato un vescovo cattolico francese, vescovo  di Ajaccio dal 1974 al 1986 e vescovo di Versailles dal 1988 al 2001.

## Biografia
Nacque a Saint-Martin-des-Noyers nel 1929, figlio di un geometra.

### Formazione e ministero sacerdotale
Dopo aver conseguito il diploma di controllo di gestione ad Angers, entrò nel seminario maggiore di Luçon, proseguendo la sua formazione al Pontificio Seminario Francese di Roma, laureandosi in teologia presso la Pontificia Università Gregoriana. Successivamente si diplomò presso l'Istituto cattolico di Parigi.
Fu ordinato sacerdote il 5 luglio 1953 per la diocesi di Luçon dal vescovo Antoine-Marie Cazaux. Divenne poi vicario a Montaigu e Les Sables-d'Olonne, direttore dell'educazione religiosa dal 1957 al 1962, direttore dell'educazione cattolica dal 1962 al 1969 e infine arcidiacono di La Roche-sur-Yon.

### Ministero episcopale
Il 13 maggio 1972 papa Paolo VI lo nominò vescovo titolare di Gemelle di Numidia e ausiliare di Aire e Dax, ricevendo la consacrazione episcopale il 1º maggio seguente dalle mani del vescovo Charles-Auguste-Marie Paty, vescovo di Luçon, co-consacranti il vescovo Fernand-Pierre-Robert Bézac des Martinies, vescovo di Aire e Dax, e l'arcivescovo Marius-Félix-Antoine Maziers, arcivescovo metropolita di Bordeaux.
Il 4 febbraio 1974 lo stesso papa lo trasferì alla sede di Ajaccio. 
Il 23 dicembre 1986 papa Giovanni Paolo II lo nominò vescovo coadiutore di Versailles, succedendo alla medesima sede il 4 giugno 1988, in seguito alla rinuncia del vescovo Louis-Paul-Armand Simonneaux.
L'11 gennaio 2001 papa Giovanni Paolo II accettò la sua rinuncia al governo pastorale della diocesi, divenendo vescovo emerito a 72 anni.
Morì il 14 ottobre 2023 a Machecoul, all'età di 93 anni. I funerali furono celebrati il 20 ottobre successivo a Saint-Gilles-Croix-de-Vie, venendo poi sepolto nel cimitero locale.

## Genealogia episcopale
La genealogia episcopale è:
- Cardinale Guillaume d'Estouteville, O.S.B.Clun.
- Papa Sisto IV
- Papa Giulio II
- Cardinale Raffaele Sansoni Riario della Rovere
- Papa Leone X
- Papa Paolo III
- Cardinale Francesco Pisani
- Cardinale Alfonso Gesualdo di Conza
- Papa Clemente VIII
- Cardinale Pietro Aldobrandini
- Cardinale Laudivio Zacchia
- Cardinale Antonio Barberini, O.F.M.Cap.
- Cardinale Nicolò Guidi di Bagno
- Arcivescovo François de Harlay de Champvallon
- Cardinale Louis-Antoine de Noailles
- Vescovo Jean-François Salgues de Valderies de Lescure
- Arcivescovo Louis-Jacques Chapt de Rastignac
- Arcivescovo Christophe de Beaumont du Repaire
- Cardinale César-Guillaume de la Luzerne
- Arcivescovo Gabriel Cortois de Pressigny
- Arcivescovo Hyacinthe-Louis de Quélen
- Vescovo Louis-Charles Féron
- Vescovo Pierre-Alfred Grimardias
- Cardinale Guillaume-Marie-Romain Sourrieu
- Cardinale Léon-Adolphe Amette
- Arcivescovo Benjamin-Octave Roland-Gosselin
- Cardinale Paul-Marie-André Richaud
- Cardinale Paul Joseph Marie Gouyon
- Vescovo Charles-Auguste-Marie Paty
- Vescovo Jean-Charles Jacques Clovis Marcel Thomas